# ماريو جوزيف
ماريو جوزيف (بالفرنسية: Mario Joseph) هو ناشط حقوق الإنسان ومحامي هايتي، ولد سنة 1962.